# Vi (album)
Vi, är Mohammed Alis andra studioalbum och släpptes 2011. Vi följer upp albumet Processen från år 2009, och innehåller 16 låtar med en sammanlagd speltid på 69 minuter. Albumet gästas av Kristin Amparo på två låtar, Linn Segolson, Asha Ali, Robert Athill, Samson och Jeppe Körsbär. 
Vi släpptes även som en dubbel-CD med albumet Processen som B-sida. 
Albumet producerades av Astma & Rocwell, Christian L, DJ Lastword, Mack Beats, samt bröderna Masse och Salla Salazar.

## Låtlista
- 1. Intro (Reflektioner) (feat. Kristin Amparo)
- 2. Drömmen var långt bort (feat. Linn)
- 3. Kan någon ringa (feat. Asha Ali)
- 4. Ghettobarn (interlude)
- 5. Ghettobarn
- 6. Postkodsmiljonär
- 7. Gatan sjunger ut
- 8. Sista resan
- 9. Flykten (feat. Samson for President)
- 10. Svartskalle och kriminell
- 11. Tunga steg (feat. Robert Athill)
- 12. Kan inte säga nej
- 13. K.V.I.N.N.A
- 14. Nästa gång (feat. Jeppe Körsbär)
- 15. Vackert (feat. Kristin Amparo)
- 16. Himlen (feat. Robert Athill)